# Heinrich Hagen (Politiker)
Heinrich Erdmann Fürchtegott Hagen (* 21. März 1839 in Lobenstein; † 25. August 1914 in Gera) war ein deutscher Richter und Politiker.

## Leben
Hagen war der Sohn des Mälzereibesitzers Heinrich Wilhelm Christian Hagen und dessen Ehefrau Dorothea Charlotte geborene Hohl. Hagen, der evangelisch-lutherischer Konfession war, heiratete am 13. November 1866 in Gera Klara Henriette Schlick (* 10. September 1842 in Gera; † 24. September 1924 ebenda), die Tochter des Diacunus suburbanus Heinrich Julius Schlick in Gera. Paul Schlick ist sein Schwager.
Hagen besuchte von Oktober 1852 bis zum 29. September 1857 das Gymnasium Rutheneum in Gera und bestand das Abitur mit der Note 1. Danach studierte er bis 1861 Staats- und Rechtswissenschaften sowie zwei Semester Philologie im Nebenfach Erlangen, Heidelberg, Leipzig und zuletzt erneut in Heidelberg, wo er 1861 mit dem Prädikat „Insigni cum laude“ zum Dr. jur. promoviert wurde. Den juristischen Vorbereitungsdienst leistete er von 1861 bis 1864 unter anderem beim Obergerichtsadvokaten Hermann Seifarth. Zum 10. September 1862 wurde er Notar für das Fürstentum Reuß jüngerer Linie. Danach wurde er Akzessist beim Justizamt Lobenstein, wo er ab 1864 Aktuar bei der Prozessabteilung arbeitete. 1867 wurde er Gehilfe des Oberstaatsanwalts beim gemeinschaftlichen Appellationsgericht Eisenach mit dem Titel Staatsanwalt. Zum 1. Januar 1879 wurde er Erster Staatsanwalt am gemeinschaftlichen Landgericht Gera, wo er 1882 Landgerichtsdirektor und 1892 Landgerichtspräsident wurde. Daneben war er ab 1888 auch Justitiar bei der Reichsbankstelle Gera.
Er gehörte dem Gemeinderat der Stadt Gera von 1882 bis 1889 an. Vom 31. Oktober 1883 bis zum 14. September 1889 war er Mitglied im Landtag Reuß jüngerer Linie.

## Ehrungen
- Oberjustizrat
- Geheimer Justizrat (1902)
- Fürstliches goldenes Ehrenkreuz (1892)
- Fürstliches Ehrenkreuz I. Klasse (1906)
- Fürstliches Ehrenkreuz I. Klasse mit Krone (1911)
- Ritterkreuz I. Abteilung des Großherzoglich Sächsischen Hausordens der Wachsamkeit oder vom weißen Falken (1894)
- Stern zum Komturkreuz des Großherzoglich Sächsischen Hausordens der Wachsamkeit oder vom weißen Falken (1911)